# Мендонса
Мендонса (порт. Mendonça)  —  муниципалитет в Бразилии, входит в штат Сан-Паулу. Составная часть мезорегиона Сан-Жозе-ду-Риу-Прету. Входит в экономико-статистический  микрорегион Сан-Жозе-ду-Риу-Прету. Население составляет 3950 человек на 2006 год. Занимает площадь 194,974 км². Плотность населения — 20,3 чел./км².

## История
Город основан 9 декабря 1963 года.

## Статистика
- Валовой внутренний продукт на 2003 составляет 34.107.138,00 реалов (данные: Бразильский институт географии и статистики).
- Валовой внутренний продукт на душу населения на 2003 составляет 8.831,47 реалов (данные: Бразильский институт географии и статистики).
- Индекс развития человеческого потенциала на 2000 составляет 0,771 (данные: Программа развития ООН).